# Kościół Narodzenia Najświętszej Maryi Panny w Wenecji
Kościół Narodzenia Najświętszej Maryi Panny w Wenecji – rzymskokatolicki kościół parafialny znajdujący się we wsi Wenecja, w województwie kujawsko-pomorskim.
Jest to świątynia neogotycka wybudowana w latach 1869–1872. Posiada wieżę. Do jego wyposażenia należy ołtarz główny z obrazem Matki Bożej z Dzieciątkiem, wykonany w połowie XV wieku. Kościół posiada również rzeźby wykonane w stylu neobarokowym św. Piotra i św. Pawła, znajdujące się dawniej w klasztorze dominikanów w Żninie oraz kilka obrazów olejnych z XVIII stulecia.